# Fainu
Fainu (en dhivehi: ފައިނު) es una de las islas habitadas del Atolón Raa.
Con su pequeña población, la isla se enfrenta a varios retos. La educación de los más pequeños sigue siendo un asunto crítico, pues todos ellos tienen que abandonar la isla para cursar educación secundaria. El primer profesor extranjero en la historia de la escuela de Fainu empezó a trabajar allí en el año 2006. Los servicios de salud tienen una adiministración pobre. Solo dos médicos de cabecera trabajan en la zona, y no hay centros de salud ni doctores disponibles. Por otro lado, el 31 de mayo de 2004, la isla obtuvo en premio de no-fumadores concedido por la Organización Mundial de la Salud.
Otros asuntos como la degradación medioambiental siguen siendo de gran importancia. El Informe de 2000 sobre el Desarrollo Humano en las Maldivas resaltó el obsoleto sistema de riego del lugar, que continúa como entonces. Además, el Informe de 2002 sobre el Estado del Medio Ambiente en las Maldivas hizo destacar el problema de la erosión de las playas al que se enfrenta la isla, que es la más grande del Atolón Raa. El tsunami del Océano Índico de 2004 dejó a la isla como la segunda en grado de devastación.
En el libro del escritor de Maldivas Dr. Mohamed Ibrahim Lutfee, "Dhivehi raajjeyge geography", se afirma que las dos veces que Ibn Battuta visitó las Maldivas, la primera isla que visitó fue Fainu.
- Datos: Q2110936